# Le Cheval blanc (Gauguin)
Cheval blanc dans une rivière • Cavaliers sous bois
Le Cheval blanc est un tableau que Paul Gauguin réalise en 1898 à Tahiti, représentant un cheval en train de boire dans une petite rivière sous les ombrages, devant deux autres chevaux avec leurs cavaliers. Ce tableau est conservé au musée d'Orsay, à Paris.

## Historique
Ce tableau est peint par Paul Gauguin en 1898 à Tahiti, pendant son deuxième séjour dans l'île. 
Les titres de ce tableau sont Cheval blanc dans une rivière ou Cavaliers sous bois. Le Cheval blanc est un titre plus récent.
Il est une commande du pharmacien Ambroise Millaud, de Tahiti, qui refuse l'œuvre à cause des couleurs, trouvant le cheval trop vert.
Il figure ensuite dans la collection de Daniel de Monfreid jusqu'en 1927, quand il est acquis par les Musées nationaux. Après avoir notamment été au musée du Louvre, il est affecté depuis 1986 au musée d'Orsay.

## Description
Le tableau est réalisé en peinture à l'huile sur une toile  de 140 × 91,5 cm.
Gauguin aime beaucoup l'arrière-pays de Tahiti où il a l'habitude de se promener. Pourtant il ne représente pas ici la réalité d'une scène observée, mais bien sa vision idéalisée et imaginaire.
Un cheval blanc boit au milieu d'une rivière qui traverse l'ensemble du tableau, sous les ombrages qui donnent une teinte verte au cheval. L'ensemble, vu en plongée, sans ciel ni horizon, est en vase clos. Le premier plan est garni de lys et de fleurs imaginaires. L'arbre dont on voit les branches est un Hibiscus tiliaceus appelé aussi bourao ou purau. 
Ce cheval blanc a sans doute un caractère symbolique, lié aux croyances tahitiennes, le blanc étant pour eux associé à la mort et au culte des divinités.
Derrière le cheval blanc figurent deux autres chevaux, montés à cru par des cavaliers nus, l'un tournant le dos et s'éloignant, l'autre passant de droite à gauche.  
Le tableau a peu de profondeur, par l'échelonnement des plans et la verticalité qu'ils donnent. Les couleurs sont hautement décoratives, avec des verts lumineux, des bleus profonds, des tons orangés contrastant, du rose, du cuivre.
L'ensemble dégage une grande sérénité, la composition en est « devenue une véritable icône ».